# Kanazawa
Kanazawa (金沢市 Kanazawa-shi?) es una ciudad de Japón, localizada en la isla de Honshu. Kanazawa es la capital de la prefectura de Ishikawa. La ciudad es cruzada por dos ríos: Asano y el Sai. Conocida como la pequeña Tokio.

## Historia
Durante el Período Edo o Tokugawa, se podían observar geishas y samuráis en esta localidad.

## Geografía
Kanazawa colinda con el mar de Japón, está bordeada por los Alpes Japoneses, el parque nacional de Hakusan y el parque nacional de la Península de Noto. La ciudad se sitúa entre los ríos Sai y Asano. Tiene un área total de 467,77 km².

### Población
Hasta el año 2018, la ciudad tenía una población estimada de 466.029 habitantes y una densidad de población de 990 personas por km².

### Clima
El clima de Kanazawa es templado pero lluvioso. Las temperaturas promedio son similares a las de Tokio, aunque un poco más frías. Las temperaturas medias son de aproximadamente 4 °C en enero, 15 °C en abril, 25 °C en julio y agosto, 15 °C en octubre, y 5 °C en diciembre. El récord de la temperatura mínmia registrada es de -2,3 °C (2002), con una máxima de 37,5 °C (2002). La ciudad es relativamente húmeda, con una humedad de 73% y 178 días de lluvia en promedio al año. La temporada de precipitación más elevada es en otoño e invierno, promediando alrededor de 250 mm/mes desde noviembre hasta enero.
| Parámetros climáticos promedio de Kanazawa, Japón                        | Parámetros climáticos promedio de Kanazawa, Japón | Parámetros climáticos promedio de Kanazawa, Japón | Parámetros climáticos promedio de Kanazawa, Japón | Parámetros climáticos promedio de Kanazawa, Japón | Parámetros climáticos promedio de Kanazawa, Japón | Parámetros climáticos promedio de Kanazawa, Japón | Parámetros climáticos promedio de Kanazawa, Japón | Parámetros climáticos promedio de Kanazawa, Japón | Parámetros climáticos promedio de Kanazawa, Japón | Parámetros climáticos promedio de Kanazawa, Japón | Parámetros climáticos promedio de Kanazawa, Japón | Parámetros climáticos promedio de Kanazawa, Japón | Parámetros climáticos promedio de Kanazawa, Japón |
| Mes                                                                      | Ene.                                              | Feb.                                              | Mar.                                              | Abr.                                              | May.                                              | Jun.                                              | Jul.                                              | Ago.                                              | Sep.                                              | Oct.                                              | Nov.                                              | Dic.                                              | Anual                                             |
| ------------------------------------------------------------------------ | ------------------------------------------------- | ------------------------------------------------- | ------------------------------------------------- | ------------------------------------------------- | ------------------------------------------------- | ------------------------------------------------- | ------------------------------------------------- | ------------------------------------------------- | ------------------------------------------------- | ------------------------------------------------- | ------------------------------------------------- | ------------------------------------------------- | ------------------------------------------------- |
| Temp. máx. abs. (°C)                                                     | 21.2                                              | 23.6                                              | 27.0                                              | 31.6                                              | 33.7                                              | 36.1                                              | 37.3                                              | 38.0                                              | 38.5                                              | 33.1                                              | 28.4                                              | 23.6                                              | 38.5                                              |
| Temp. máx. media (°C)                                                    | 6.8                                               | 7.3                                               | 11.0                                              | 16.9                                              | 21.6                                              | 25.0                                              | 28.8                                              | 30.9                                              | 26.6                                              | 21.3                                              | 15.5                                              | 10.2                                              | 18.5                                              |
| Temp. media (°C)                                                         | 3.8                                               | 3.9                                               | 6.9                                               | 12.5                                              | 17.1                                              | 21.2                                              | 25.3                                              | 27.0                                              | 22.7                                              | 17.1                                              | 11.5                                              | 6.7                                               | 14.6                                              |
| Temp. mín. media (°C)                                                    | 0.9                                               | 0.7                                               | 3.0                                               | 8.2                                               | 13.1                                              | 18.0                                              | 22.3                                              | 23.7                                              | 19.5                                              | 13.3                                              | 7.7                                               | 3.4                                               | 11.2                                              |
| Temp. mín. abs. (°C)                                                     | −9.7                                              | −9.4                                              | −8.3                                              | −1.6                                              | 1.5                                               | 6.8                                               | 11.0                                              | 13.1                                              | 7.6                                               | 2.2                                               | −0.7                                              | −6.7                                              | −9.7                                              |
| Precipitación total (mm)                                                 | 269.6                                             | 171.9                                             | 159.2                                             | 136.9                                             | 155.2                                             | 185.1                                             | 231.9                                             | 139.2                                             | 225.5                                             | 177.4                                             | 264.9                                             | 282.1                                             | 2398.9                                            |
| Nevadas (cm)                                                             | 119                                               | 93                                                | 27                                                | 0                                                 | 0                                                 | 0                                                 | 0                                                 | 0                                                 | 0                                                 | 0                                                 | 2                                                 | 37                                                | 278                                               |
| Días de precipitaciones (≥ 0.5 mm)                                       | 24.7                                              | 20.7                                              | 18.4                                              | 13.0                                              | 11.7                                              | 11.9                                              | 14.3                                              | 9.8                                               | 13.0                                              | 14.8                                              | 18.1                                              | 23.3                                              | 193.7                                             |
| Días de nevadas (≥ 1 mm)                                                 | 19.1                                              | 16.0                                              | 8.1                                               | 0.6                                               | 0                                                 | 0                                                 | 0                                                 | 0                                                 | 0                                                 | 0                                                 | 1.0                                               | 9.8                                               | 54.6                                              |
| Horas de sol                                                             | 63.5                                              | 84.1                                              | 141.3                                             | 185.5                                             | 202.3                                             | 152.6                                             | 158.9                                             | 221.5                                             | 144.1                                             | 150.4                                             | 104.1                                             | 72.5                                              | 1680.8                                            |
| Humedad relativa (%)                                                     | 75                                                | 72                                                | 67                                                | 69                                                | 75                                                | 77                                                | 73                                                | 74                                                | 71                                                | 71                                                | 72                                                | 72                                                | 72.3                                              |
| Fuente: Japan Meteorological Agency (Note: Records are all-time records) |                                                   |                                                   |                                                   |                                                   |                                                   |                                                   |                                                   |                                                   |                                                   |                                                   |                                                   |                                                   |                                                   |

## Distritos famosos

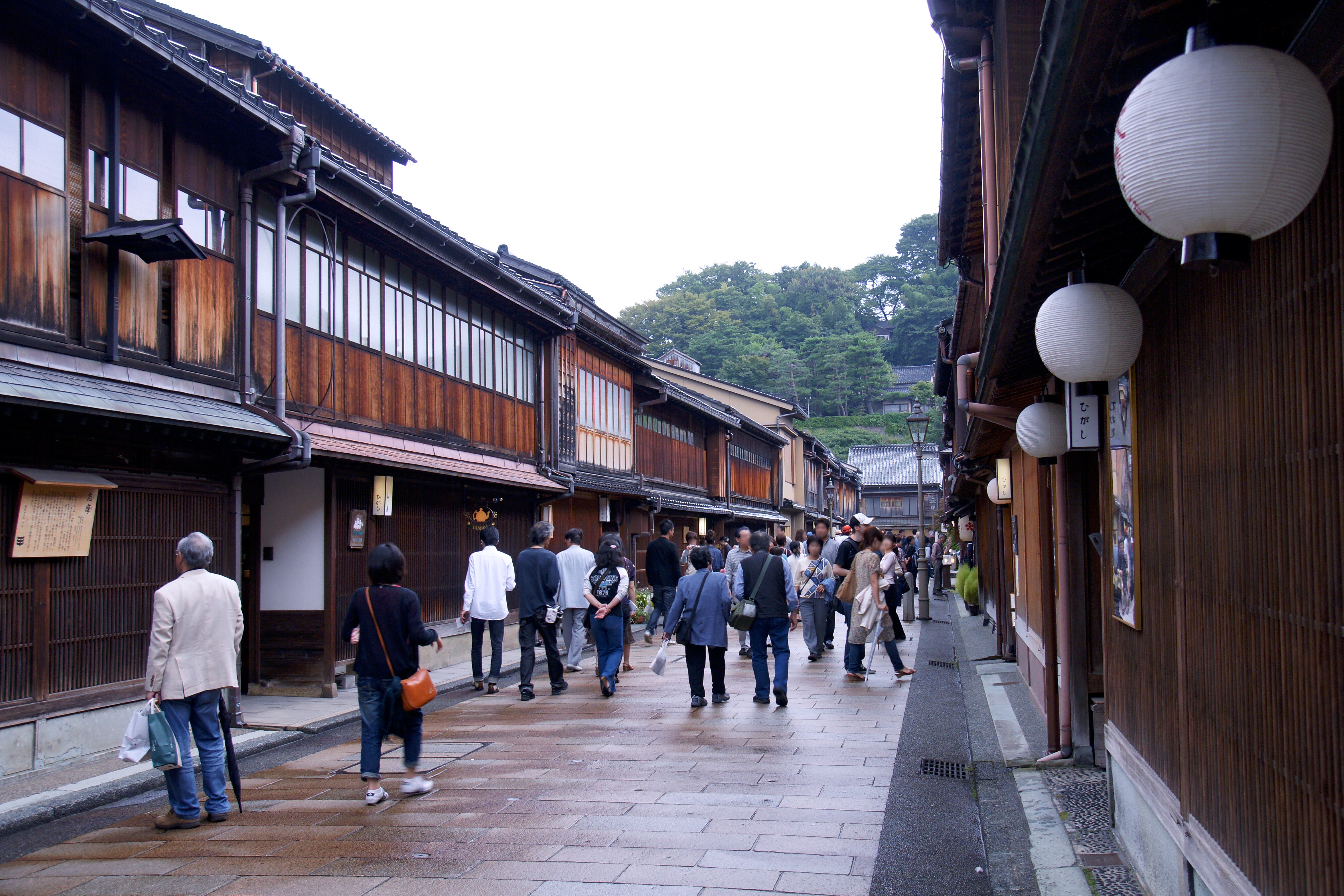
Calle de Higashiyama

Higashi Chaya
El distrito de Higashichaya cuenta con un estilo muy tradicional japonés, donde se pueden encontrar aún geishas en sus calles, además de disfrutar de elegantes recintos para tomar té, y tiendas con productos tradicionales japoneses.
Katamachi
En este distrito se encuentran muchos restaurantes y bares, dándole renombre a su vida nocturna. Muchos encuentran semejanza con el distrito de Shibuya, en Tokio, por la cantidad de personas que se divierten, y que usan el crucero principal (スクランブル, "sukuranburu"). También hay varios hoteles y tiendas famosas como Zara, haciendo de este distrito una parada obligatoria para adolescentes.
Korinbo
En este distrito se encuentran diversos centros comerciales enfocados al arte japonés, la moda, y también se encuentra el edificio más alto de Kanazawa. También está junto a las calles tradicionales samurái.

## Arte y museos

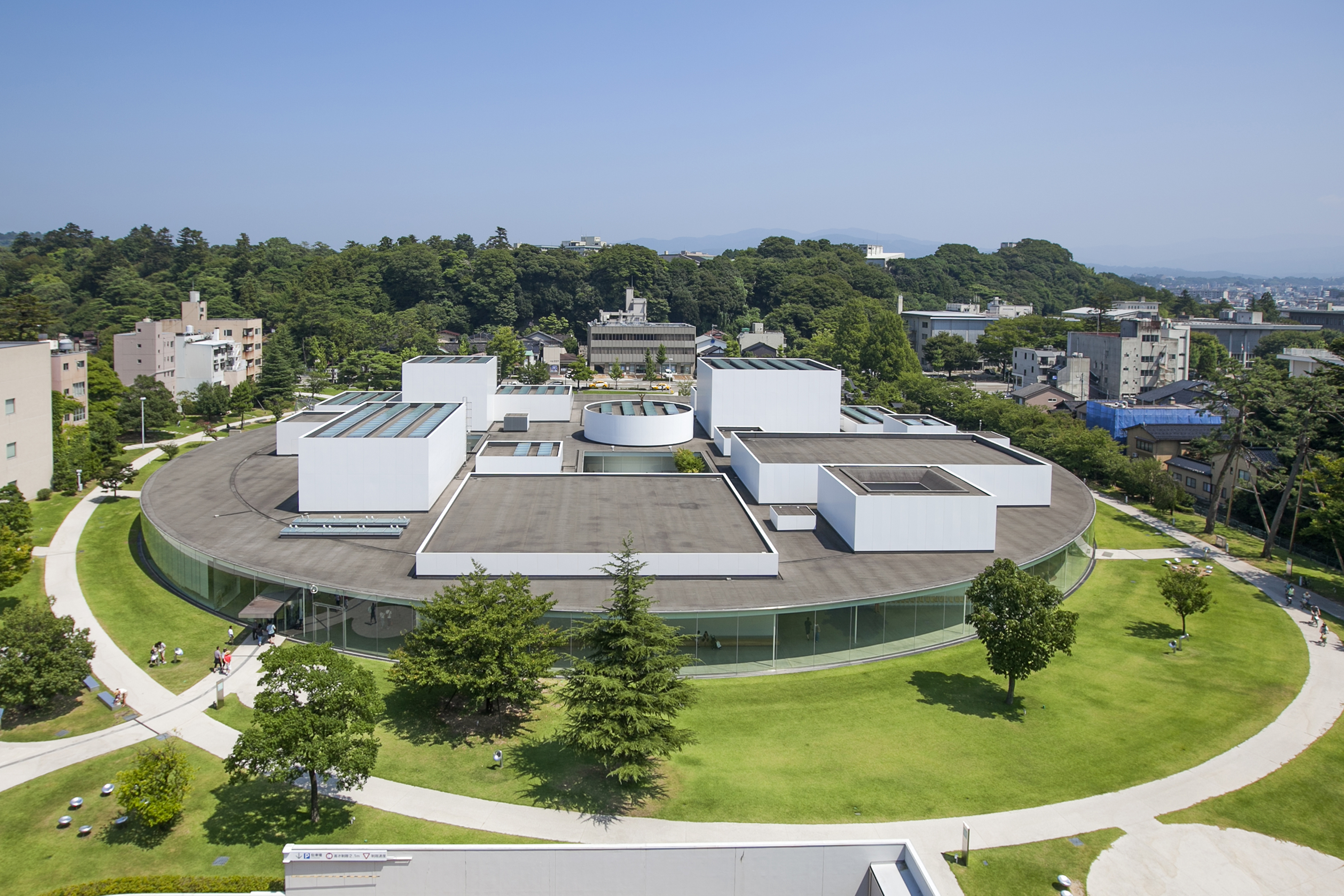
Museo de Arte Contemporáneo
Se inauguró en octubre de 2004, es un edificio de 5 puertas con forma redonda y todas las paredes son de cristal, se exhiben obras de arte contemporáneo de tipo experimental.
Museo de arte de la prefectura de Ishikawa
Tiene una variedad de creaciones japonesas: cerámicas antiguas, lacas, láminas de porcelanas medievales y pinturas contemporáneas.
Museo de artesanía tradicional
Exhibe treinta y seis tipos de artesanías características de la región, entre otras cosas: linternas, velas, altares budistas, sedas, lacas, utensilios con hojas de oro.
Complejo Cultural de Shiinoki
El Complejo fue parte del anterior edificio gubernamental de la prefectura de Ishikawa, construido en 1924. El lado delantero mantiene sus ladrillos originales, y el opuesto ofrece un espacio moderno. Las instalaciones tienen un espacio interactivo, una sala de conferencias y varias galerías.

## Educación
Superior

- Universidad de Kanazawa.

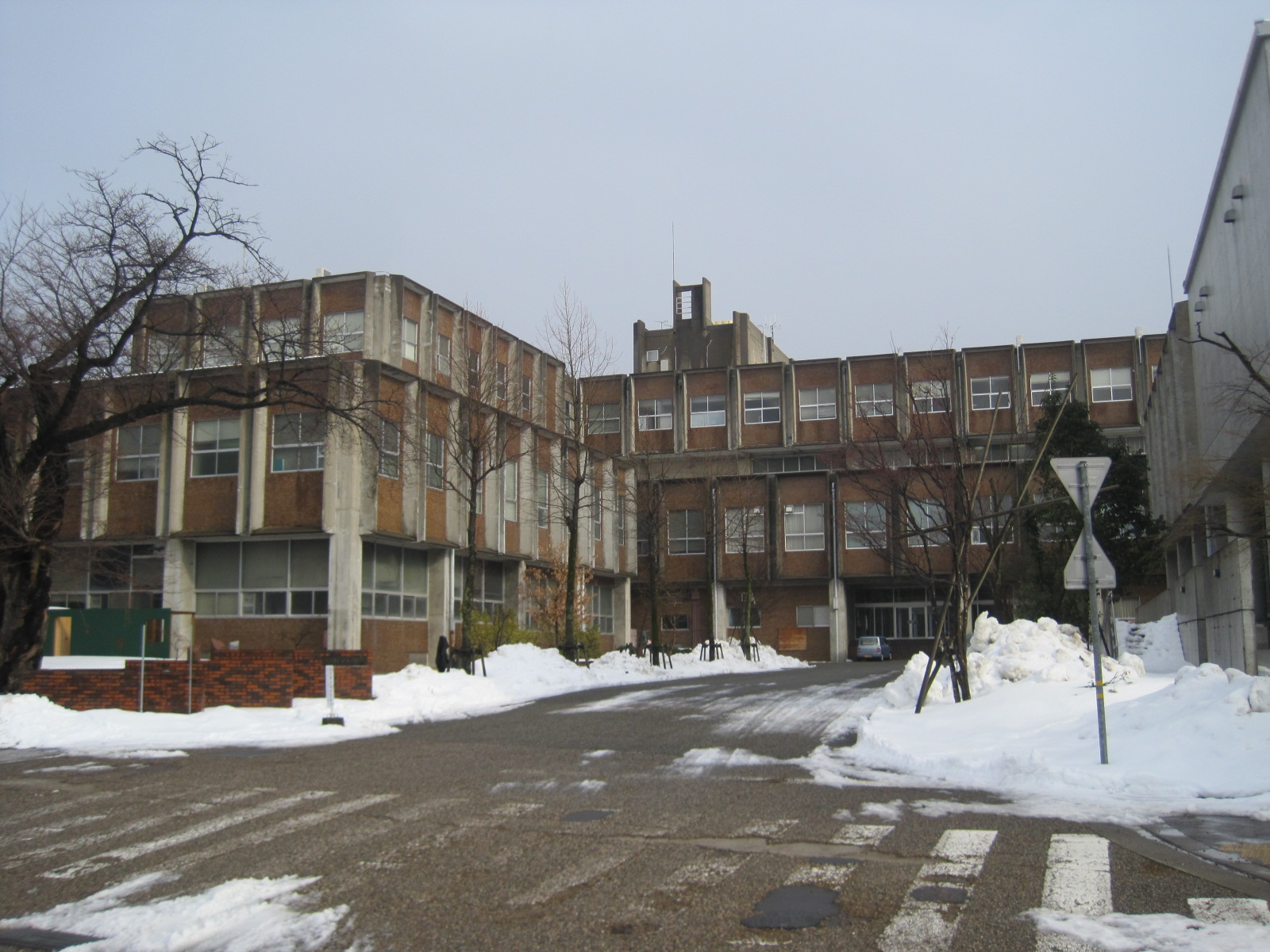
Escuela de arte de Kanazawa

- Instituto Tecnológico de Kanazawa.
- Universidad de Artes de Kanazawa.
- Escuela de arte fundada en 1946. Formación en: pintura japonesa, pintura al óleo, escultura, estética e historia del arte, composición visual, diseño industrial, decoración, paisajismo, artesanía artística.

## Cultura

### Gastronomía
Entre los platos principales de Kanazawa están presente el Jibuni, Sushi, Kaisendon, Kaburazushi, entre otros. También está el Kinkatō, presente en el festival del hina matsuri, hechos con solo azúcar y agua.
Por otro lado, Kanazawa se ha convertido en una localidad popular por el pan de oro.

## Atracciones locales
El Jardín Kenroku (significa “jardín con seis elementos”) es uno de los seis jardines más hermosos de Japón, con 11,4 hectáreas.
El Castillo de Kanazawa, construido entre 1580 y 1583, abierto al público en 1875.

### Templos
Kanazawa posee uno de los templos más antiguos de Ishikawa, el Ryūzō-ji construido en 1638, caracterizado por una enorme puerta de madera y una torre campanario de dos plantas. Por otro lado, está el templo Kōgan-ji, diseñado con una campana para alertar al Castillo de Kanazawa de peligro o emergencia.

## Ciudades hermanadas
Kanazawa está hermanada con las siguientes ciudades:
- Búfalo, Estados Unidos (1962)
- Irkutsk, Rusia (1967)
- Porto Alegre, Brasil (1967)
- Gante, Bélgica (1971)
- Nantes, Francia (1973)
- Suzhou, China (1981)
- Jeonju, Corea del Sur (2002)